# شنكورسك
شنكورسك (بالروسية: Шенкурск) هي إحدى مدن روسيا في الكيان الفدرالي الروسي أوبلاست أرخانغلسك.

## المناخ
يظهر الجدول التالي التغييرات المناخية على مدار السنة لشنكورسك:
| البيانات المناخية لـشنكورسك              | البيانات المناخية لـشنكورسك | البيانات المناخية لـشنكورسك | البيانات المناخية لـشنكورسك | البيانات المناخية لـشنكورسك | البيانات المناخية لـشنكورسك | البيانات المناخية لـشنكورسك | البيانات المناخية لـشنكورسك | البيانات المناخية لـشنكورسك | البيانات المناخية لـشنكورسك | البيانات المناخية لـشنكورسك | البيانات المناخية لـشنكورسك | البيانات المناخية لـشنكورسك | البيانات المناخية لـشنكورسك |
| الشهر                                    | يناير                       | فبراير                      | مارس                        | أبريل                       | مايو                        | يونيو                       | يوليو                       | أغسطس                       | سبتمبر                      | أكتوبر                      | نوفمبر                      | ديسمبر                      | المعدل السنوي               |
| ---------------------------------------- | --------------------------- | --------------------------- | --------------------------- | --------------------------- | --------------------------- | --------------------------- | --------------------------- | --------------------------- | --------------------------- | --------------------------- | --------------------------- | --------------------------- | --------------------------- |
| الدرجة القصوى °م (°ف)                    | 3.5 (38.3)                  | 5.0 (41.0)                  | 13.6 (56.5)                 | 26.0 (78.8)                 | 31.0 (87.8)                 | 35.6 (96.1)                 | 34.9 (94.8)                 | 35.7 (96.3)                 | 28.6 (83.5)                 | 20.6 (69.1)                 | 12.7 (54.9)                 | 5.9 (42.6)                  | 35.7 (96.3)                 |
| متوسط درجة الحرارة الكبرى °م (°ف)        | −9.2 (15.4)                 | −7.0 (19.4)                 | −0.2 (31.6)                 | 7.5 (45.5)                  | 15.3 (59.5)                 | 20.9 (69.6)                 | 23.7 (74.7)                 | 19.7 (67.5)                 | 13.1 (55.6)                 | 5.4 (41.7)                  | −2.4 (27.7)                 | −6.4 (20.5)                 | 6.7 (44.1)                  |
| المتوسط اليومي °م (°ف)                   | −12.9 (8.8)                 | −10.9 (12.4)                | −4.8 (23.4)                 | 2.8 (37.0)                  | 9.8 (49.6)                  | 15.3 (59.5)                 | 18.3 (64.9)                 | 15.0 (59.0)                 | 9.4 (48.9)                  | 3.0 (37.4)                  | −4.8 (23.4)                 | −9.6 (14.7)                 | 2.6 (36.7)                  |
| متوسط درجة الحرارة الصغرى °م (°ف)        | −16.5 (2.3)                 | −14.7 (5.5)                 | −9.3 (15.3)                 | −2.0 (28.4)                 | 4.3 (39.7)                  | 9.8 (49.6)                  | 12.8 (55.0)                 | 10.2 (50.4)                 | 5.7 (42.3)                  | 0.5 (32.9)                  | −7.3 (18.9)                 | −12.9 (8.8)                 | −1.6 (29.1)                 |
| أدنى درجة حرارة °م (°ف)                  | −45.5 (−49.9)               | −40.5 (−40.9)               | −36.7 (−34.1)               | −27.1 (−16.8)               | −7.4 (18.7)                 | −1.8 (28.8)                 | 2.9 (37.2)                  | −0.6 (30.9)                 | −6.6 (20.1)                 | −17.2 (1.0)                 | −35.9 (−32.6)               | −40.7 (−41.3)               | −45.5 (−49.9)               |
| الهطول مم (إنش)                          | 34.0 (1.34)                 | 27.5 (1.08)                 | 25.6 (1.01)                 | 37.8 (1.49)                 | 48.1 (1.89)                 | 58.0 (2.28)                 | 68.1 (2.68)                 | 75.1 (2.96)                 | 51.7 (2.04)                 | 51.5 (2.03)                 | 43.7 (1.72)                 | 40.4 (1.59)                 | 561.5 (22.11)               |
| المصدر: Weather and climate in Shenkursk |                             |                             |                             |                             |                             |                             |                             |                             |                             |                             |                             |                             |                             |